# Achthophora costulata
Achthophora costulata är en skalbaggsart som beskrevs av Heller 1923. Achthophora costulata ingår i släktet Achthophora och familjen långhorningar.
Artens utbredningsområde är Filippinerna. Inga underarter finns listade i Catalogue of Life.